# مونثي (سويسرا)
مونثي (بالفرنسية: Monthey)‏ هي بلدية تقع في كانتون فاليز في سويسرا. يقدر عدد سكانها بـ 15,299 نسمة .

## المدن التوأمة
مدن ديكيرش، إفريا، توبينغن وGöd هي مدن توأمة لـمونثي (سويسرا).

## معرض صور

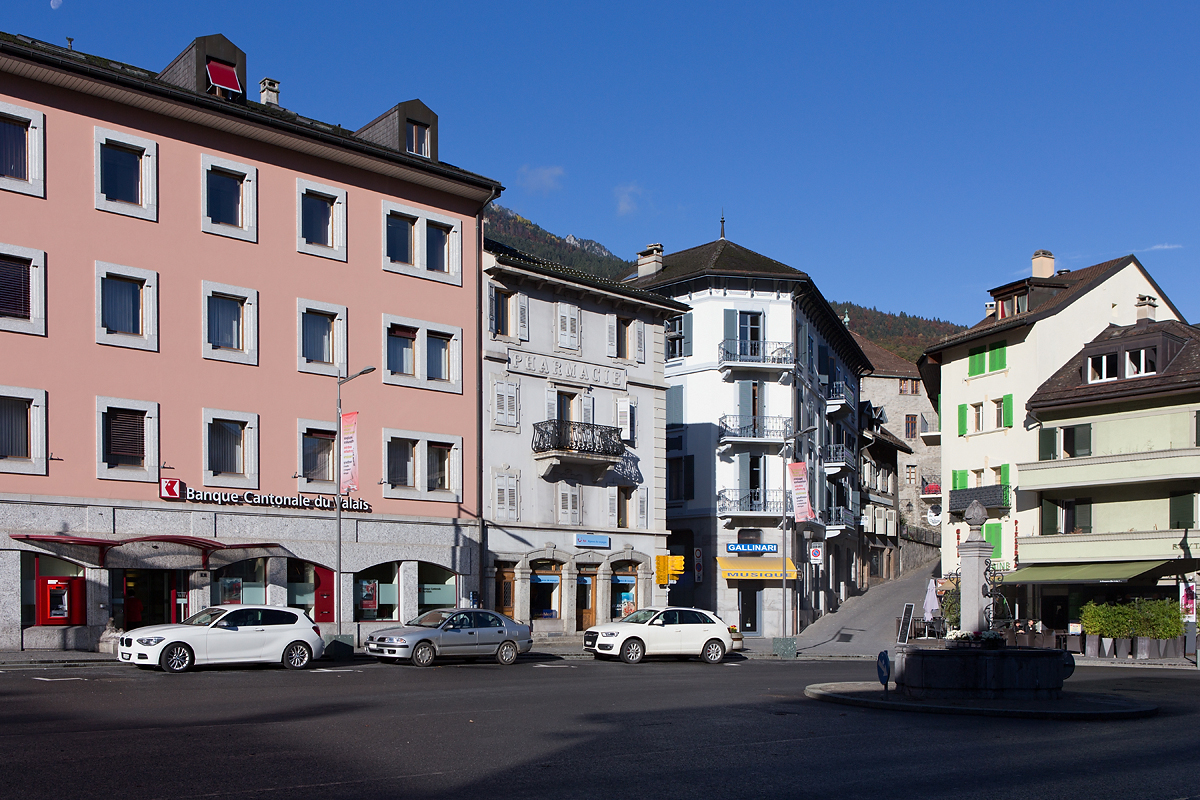
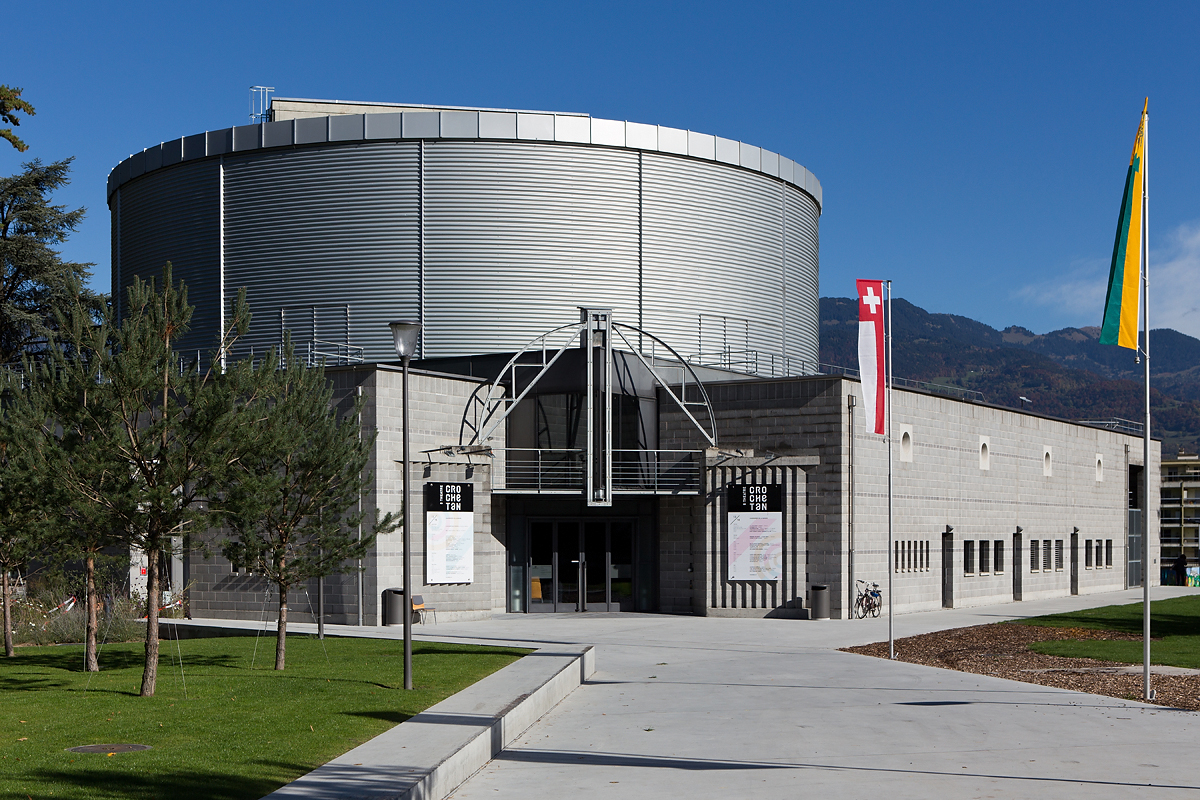
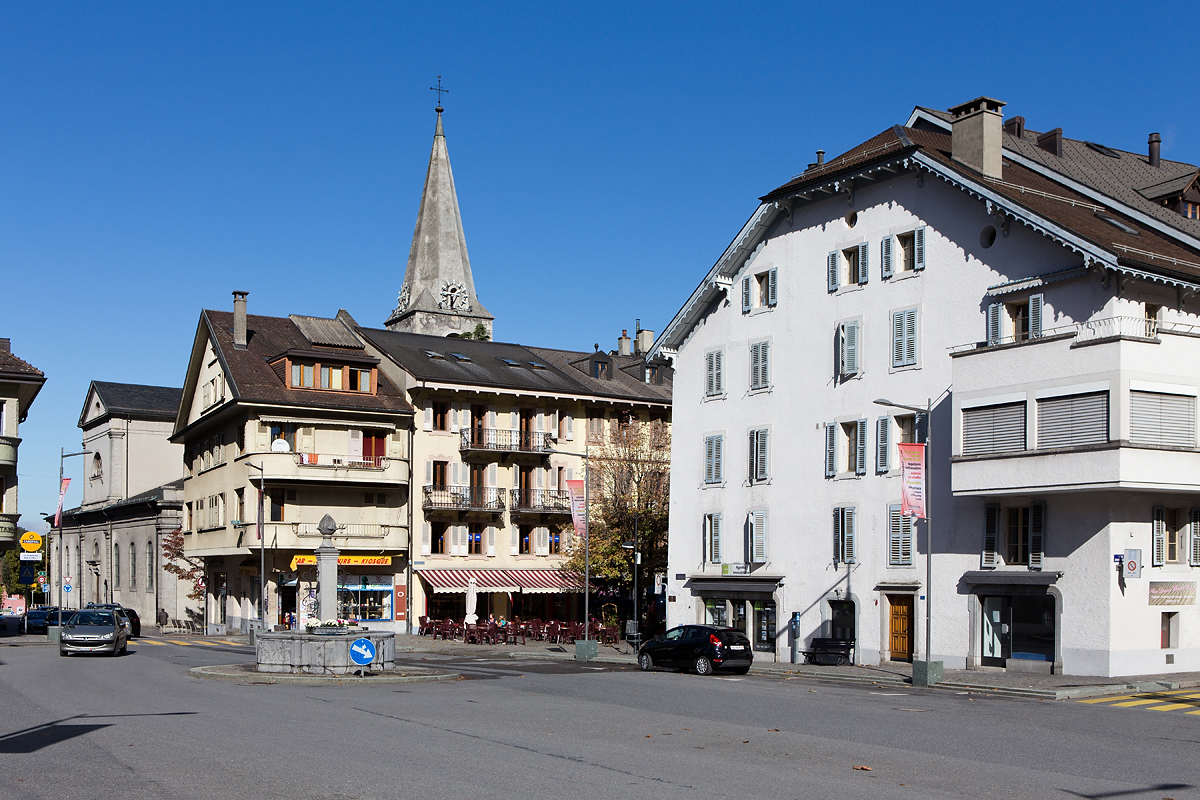
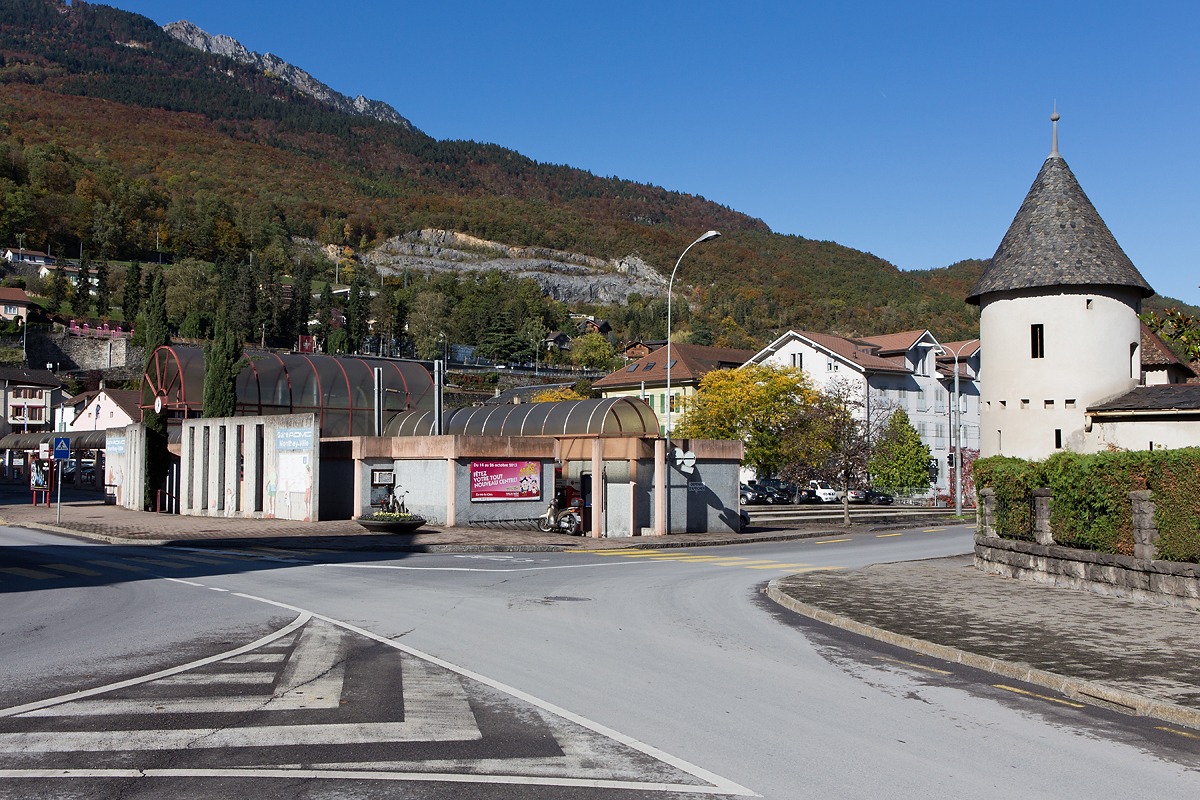
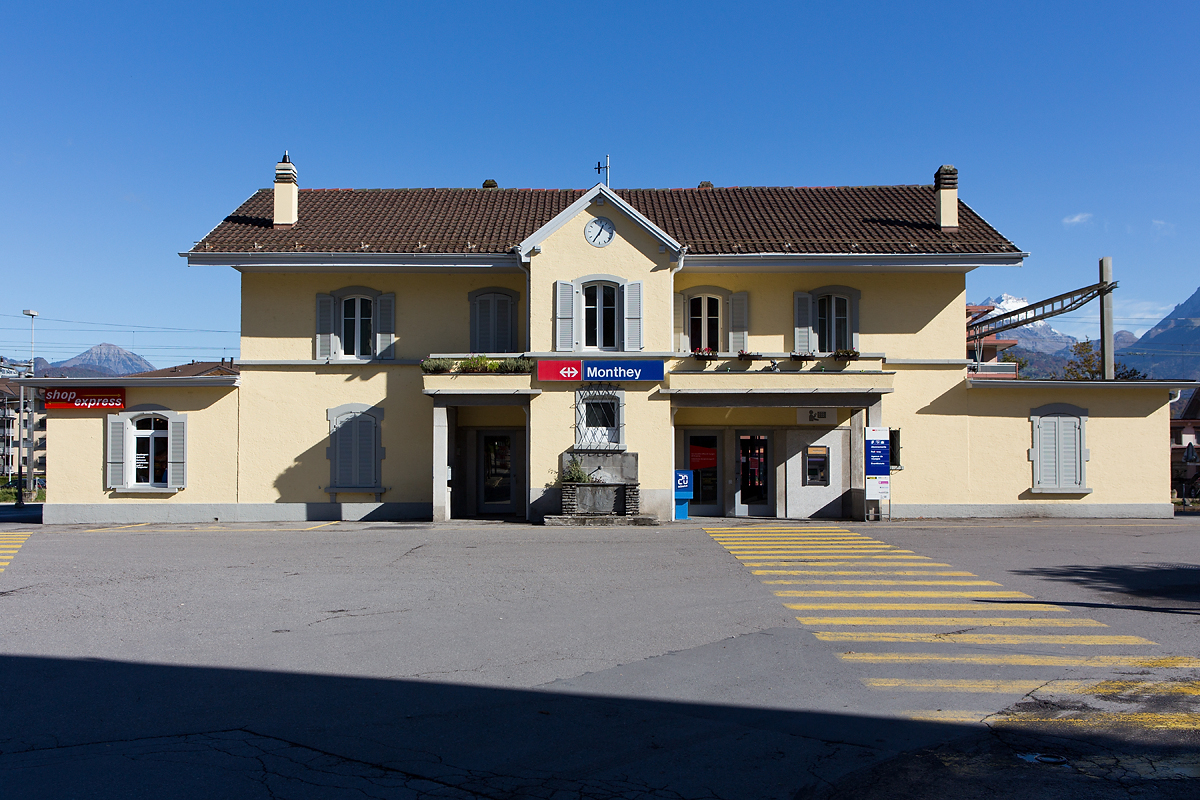
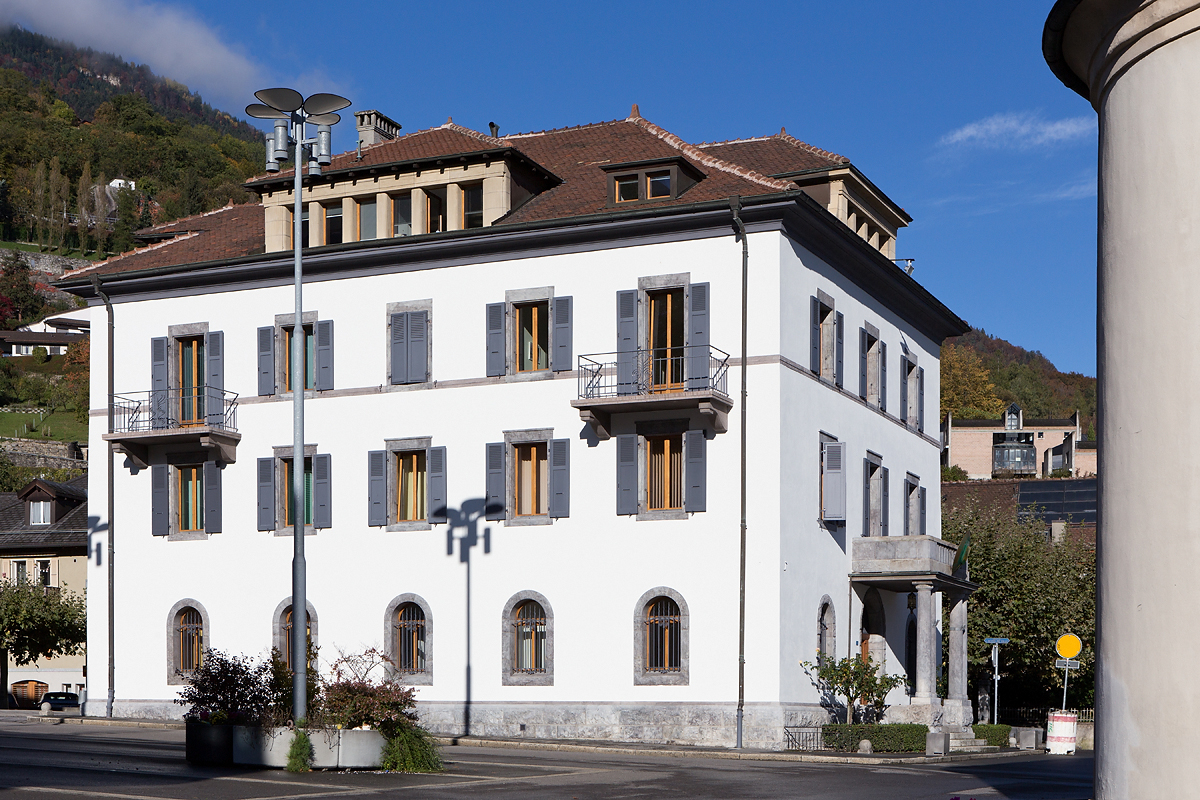

## أعلام
- ستيف رويي
- ستيف مورابيتو
- جان تاميني